# Cosa (Ansedonia)

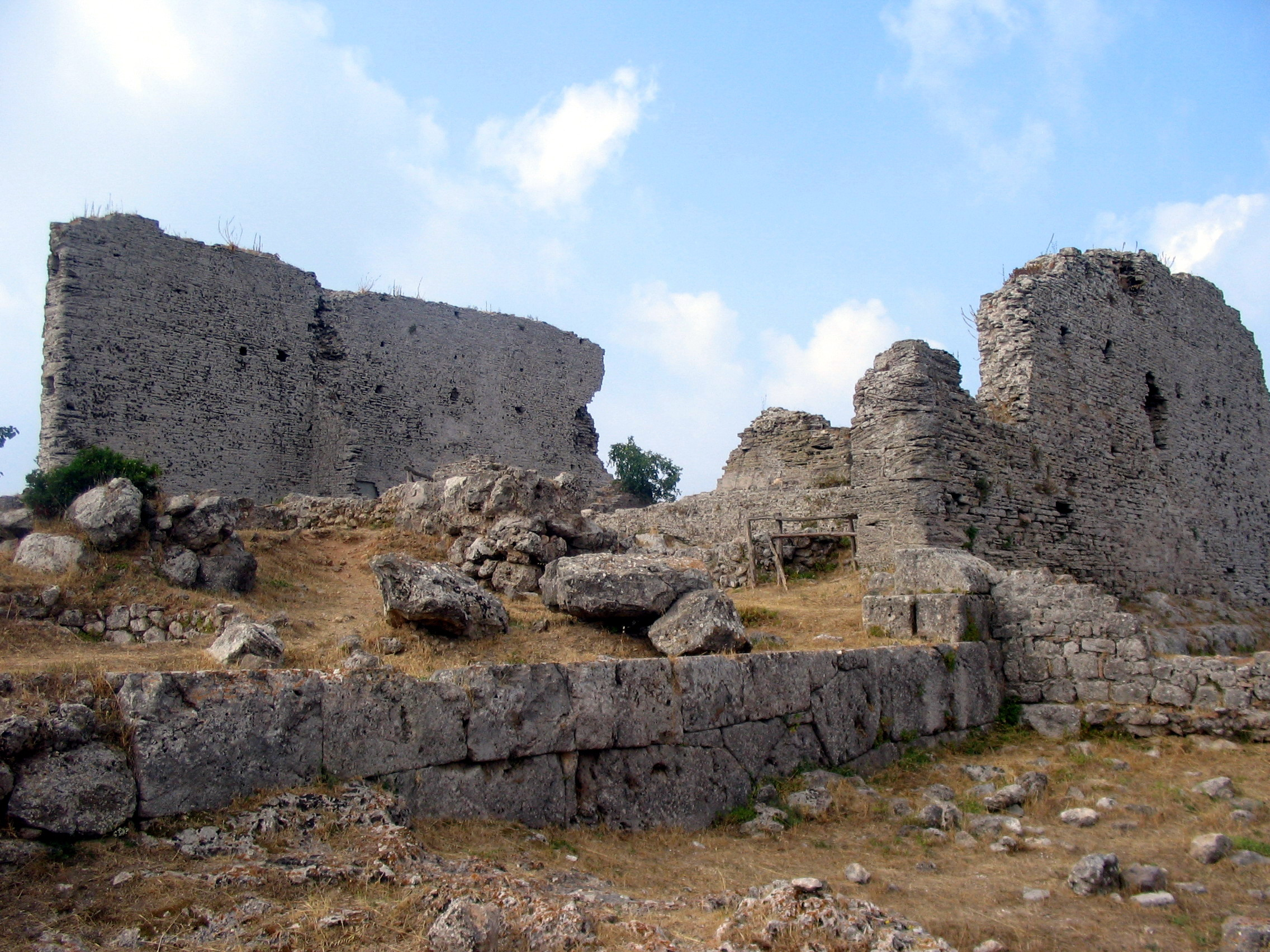
Blick auf das Capitolium von Cosa

Cosa war eine römische Kolonie an der Küste Etruriens, in der heutigen südlichen Toskana, bei Ansedonia, einem Stadtteil von Orbetello. Die Reste der Stadt liegen 113 Meter über dem Meeresspiegel und ungefähr 139 km von Rom entfernt. Cosa wurde nach einem orthogonalen Plan auf einer Anhöhe errichtet. Die Stadt hatte ein Forum, ein Capitolium, eine Kurie und Stadtmauern. Die um 150 v. Chr. errichtete Basilika gehört zu den frühesten bekannten römischen Bauten dieses Typs. Von besonderer Wichtigkeit für die Forschung sind die zahlreichen Wohnbauten. Die Stadt erlebte vor allem in der republikanischen Zeit um 200 bis 70 v. Chr. ihre Blüte und wurde dann zerstört. Der Ort wurde mehrmals neu besiedelt, aber immer wieder verlassen und konnte nie wieder an die alte Bedeutung anknüpfen. Große Teile der Stadt blieben für immer unbesiedelt. Cosa wurde deshalb auch als sporadische Stadt bezeichnet. Diese besondere Situation bewahrte der Forschung die gut erhaltenen Reste einer republikanischen Kolonie. Cosa gehört deshalb zu den wichtigsten archäologischen Stätten Italiens.

## Geschichte

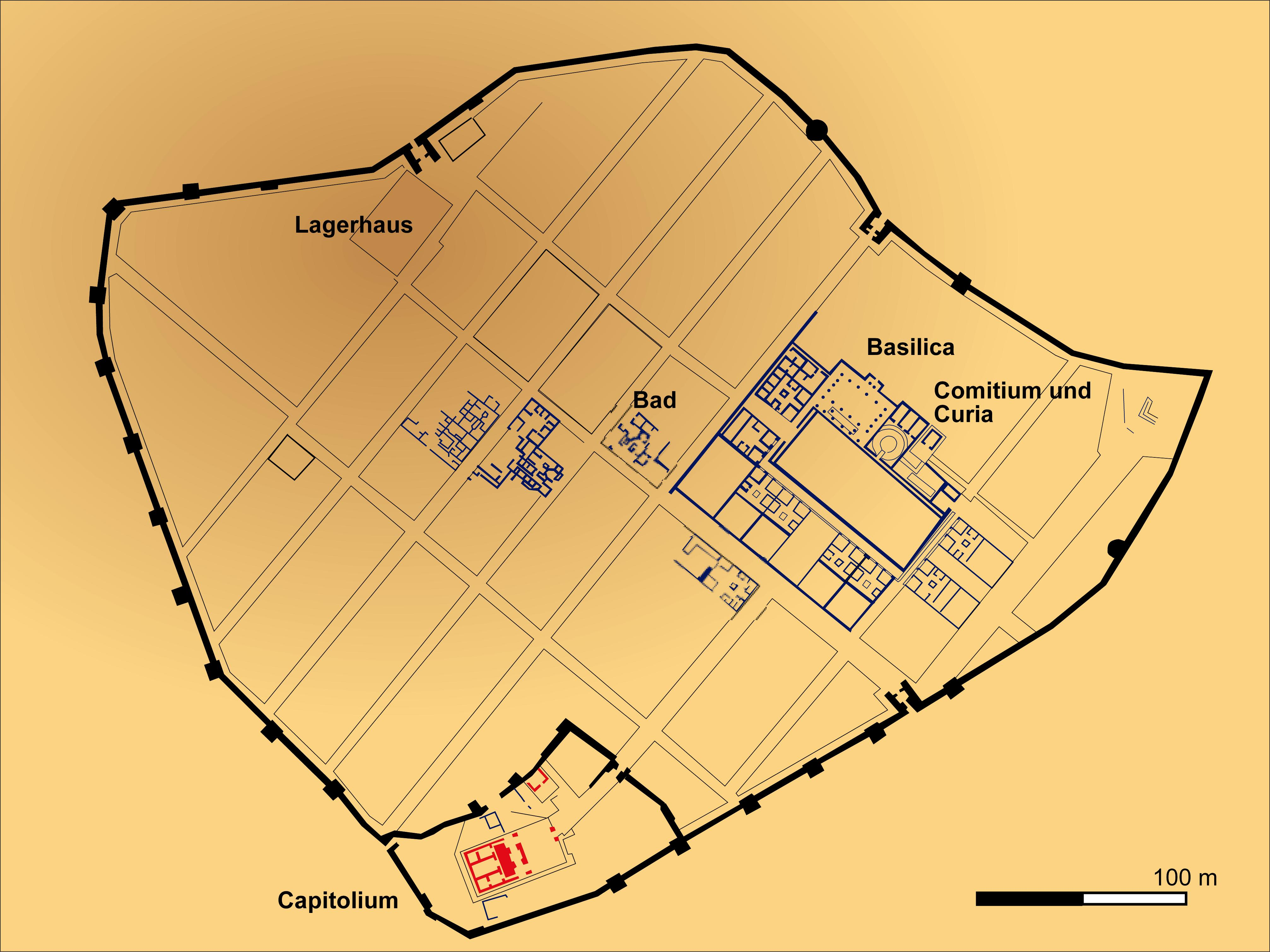
Plan des antiken Cosa

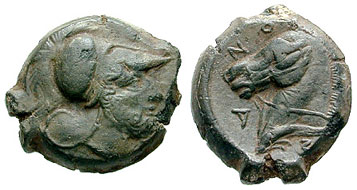
Münzprägung von Cosa, auf der Rückseite ist ein Pferd über einem Delfin zu sehen

Aus dem 6. Jahrhundert v. Chr. stammt eine bemaltes, etruskisches Kammergrab, das 1870 bei Cosa gefunden wurde. Das Grab ist heute nicht mehr erhalten und alte Aufzeichnungen dazu sind verloren. Bisher ist das Grab der einzige Beleg von Etruskern in der Umgebung der Stadt.
Cosa wird von Vergil erwähnt und soll Aeneas mit Truppen gegen den etruskischen König Mezentius ausgeholfen haben. Archäologisch gibt es jedoch von dem Grab abgesehen, keine Zeugnisse aus dieser frühen Zeit. Im Jahr 280 v. Chr. wurde die etruskische Stadt Vulci von den Römern erobert. Sieben Jahre später, 273 v. Chr., wurde Cosa als Kolonie latinischen Rechts auf dem Territorium der etruskischen Stadt gegründet, sicherlich um die römische Herrschaft in dem neu eroberten Gebiet zu festigen. Eine etruskische Vorgängersiedlung, deren Name übernommen wurde, lag vermutlich in der Nähe des heutigen Orbetello. Die Stadt lag auf einem Hügel dicht am Meer mit einem nicht weit entfernten Hafen. Im Stadtgebiet kamen bei Ausgrabungen nur sehr wenige ältere Bebauungen zu Tage, die auf keine Vorgängersiedlung schließen lassen.
Die Stadt prägte zu Beginn eigene Münzen, die Mars oder Minerva auf der einen Seite und einen Pferdekopf auf der anderen zeigen. Auf den Münzen des Mars ist unter dem Pferd ein Delfin abgebildet. Das Pferd und der Delfin werden in der Mythologie mit dem Meeresgott Neptun in Verbindung gebracht, was die Bedeutung des Hafens bei der Stadtgründung unterstreicht. Vermutlich wurden zu dieser Zeit die monumentale Stadtmauer und um 240 v. Chr. die Kurie errichtet. Im eigentlichen Stadtgebiet gibt es jedoch bisher kaum Reste aus dem dritten Jahrhundert v. Chr. 196 v. Chr. wurde Cosa auf Anfrage der Stadt mit weiteren 1000 Kolonisten verstärkt. Anhand der Stadtgröße kann jedoch vermutet werden, dass nicht alle Neuankömmlinge innerhalb der Stadtmauern angesiedelt wurden, viele von ihnen sind vermutlich in das zur Kolonie gehörende Umland gezogen. Wahrscheinlich wurde zu dieser Zeit der rechtwinklige Stadtplan angelegt. Die Wohnbebauung in der Stadt setzt nämlich erst ab etwa dieser Zeit ein und kann mit der Ankunft der neuen Siedler verbunden werden. Es bleibt unsicher, wo die Bevölkerung im dritten vorchristlichen Jahrhunderts lebte. Die Stadt wird sporadisch bei antiken Schriftstellern erwähnt, jedoch selten als Ort wichtiger Ereignisse, sondern eher wegen Ereignisse in der Nähe. So berichtet Titus Livius, dass im Jahr 217 v. Chr. während des Zweiten Punischen Kriegs nahe der Stadt ein Versorgungsschiff auf dem Weg von Ostia nach Spanien von den Puniern gekapert wurde. Rom wurde, im Gegensatz zu einigen anderen Kolonien, in diesem Krieg von Cosa unterstützt. Strabon erwähnt die Stadt bei der Beschreibung Italiens. Nach Plinius gehörte Cosa, das er ausdrücklich als römische Gründung bezeichnet, zur etruskischen Stadt Vulci.
Im zweiten vorchristlichen Jahrhundert erlebte die Stadt ihre bescheidene Blüte. Verschiedene öffentliche Bauten, wie die Basilika und weitere Tempel, wurden jetzt errichtet. Die Familie der Sestii hatte ihren Sitz in Cosa. Die Sestii handelten mit Wein. Das Familienunternehmen wurde im dritten Jahrhundert v. Chr. gegründet und florierte vor allem am Ende des zweiten Jahrhunderts v. Chr. Publius Sestius war im ersten Jahrhundert v. Chr. Politiker und wurde Volkstribun. Die Familie mag in der Villa di Settefinestre, die drei Kilometer von der Stadt entfernt liegt, ihren Landsitz gehabt haben.
Um 70 v. Chr. wurde die Stadt vermutlich zerstört und schließlich verlassen. Ausgrabungen im Stadtgebiet zeigen, dass Cosa in der Mitte des ersten Jahrhunderts v. Chr. unbewohnt war. Die Ursachen dafür sind unsicher. Der Ausgräber Frank E. Brown vermutete zunächst, dass dies die Folgen der Bürgerkriege waren. Später nahm er an, dass die Stadt Opfer einer Plünderung durch Piraten war. Im Jahr 67 v. Chr. besiegte Lucius Gellius Publicola, der Admiral des Gnaeus Pompeius Magnus, Seeräuber, von denen bekannt ist, dass sie die italienische Küste permanent mit Raubzügen überzogen hatten. Das ungefähre Datum der Stadtplünderung ist durch einen Münzhortfund im Haus des Schatzes gegeben, der um 71/70 v. Chr. vergraben wurde. Eine Zerstörung der Stadt ist jedoch nicht wirklich gesichert und es ist auch möglich, dass Cosa im ersten vorchristlichen Jahrhundert einfach an Bedeutung verlor. Zur gleichen Zeit wurden in der Umgebung verschiedene große Villen errichtet, während gleichzeitig kleinere Bauernhöfe aufgegeben wurden. Der Hafen von Cosa war weiterhin in Betrieb. Von diesem Ereignis konnte sich Cosa jedoch nie wieder richtig erholen.
Unter Augustus wurde Cosa teilweise wieder aufgebaut. Teile des Forums wurden renoviert und neue Häuser auf den Resten der alten errichtet. Große Teile der Stadt wurden aber nicht mehr bewohnt. Nicht wieder bebaute Grundstücke, selbst im Inneren der Stadt, wurden möglicherweise als Gärten genutzt. Die Häuser waren nun zum Teil auch größer, sodass von einer deutlich niedrigeren Bevölkerungszahl ausgegangen werden muss. In der ersten Hälfte des ersten Jahrhunderts n. Chr. gab es ein Erdbeben, bei dem vor allem die Basilika einstürzte. Zwei Inschriften aus der Regierungszeit der Kaiser Claudius und Nero bezeugen ein gewisses kaiserliches Interesse; wahrscheinlich fungierte die Stadt weiterhin als Markt und Verwaltungszentrum für die Villen in der Umgebung.
Auch im zweiten nachchristlichen Jahrhundert bestand der Ort in bescheidenem Umfang fort, verlor aber im dritten Jahrhundert stark an Bedeutung. Unter Kaiser Caracalla kam es zu einigen Umbauten am Forum. Vielleicht sollte der Ort als örtliches Verwaltungszentrum belebt werden. Etwa zu dieser Zeit entstanden ein Heiligtum des Liber Pater und ein Mithräum. Beide Heiligtümer sind architektonisch eher bescheiden und in ältere Bauten hineingebaut. Im vierten Jahrhundert wurde über den Resten der Basilika eine bescheidene christliche Kirche errichtet. Im Jahr 416 beschreibt Rutilius die Stadt als verlassen. Im sechsten Jahrhundert und im Mittelalter befanden sich auf dem Gebiet der Stadt einzelne Gehöfte. Ab dem 9. Jahrhundert trug sie den Namen Ansedonia.

## Erforschung

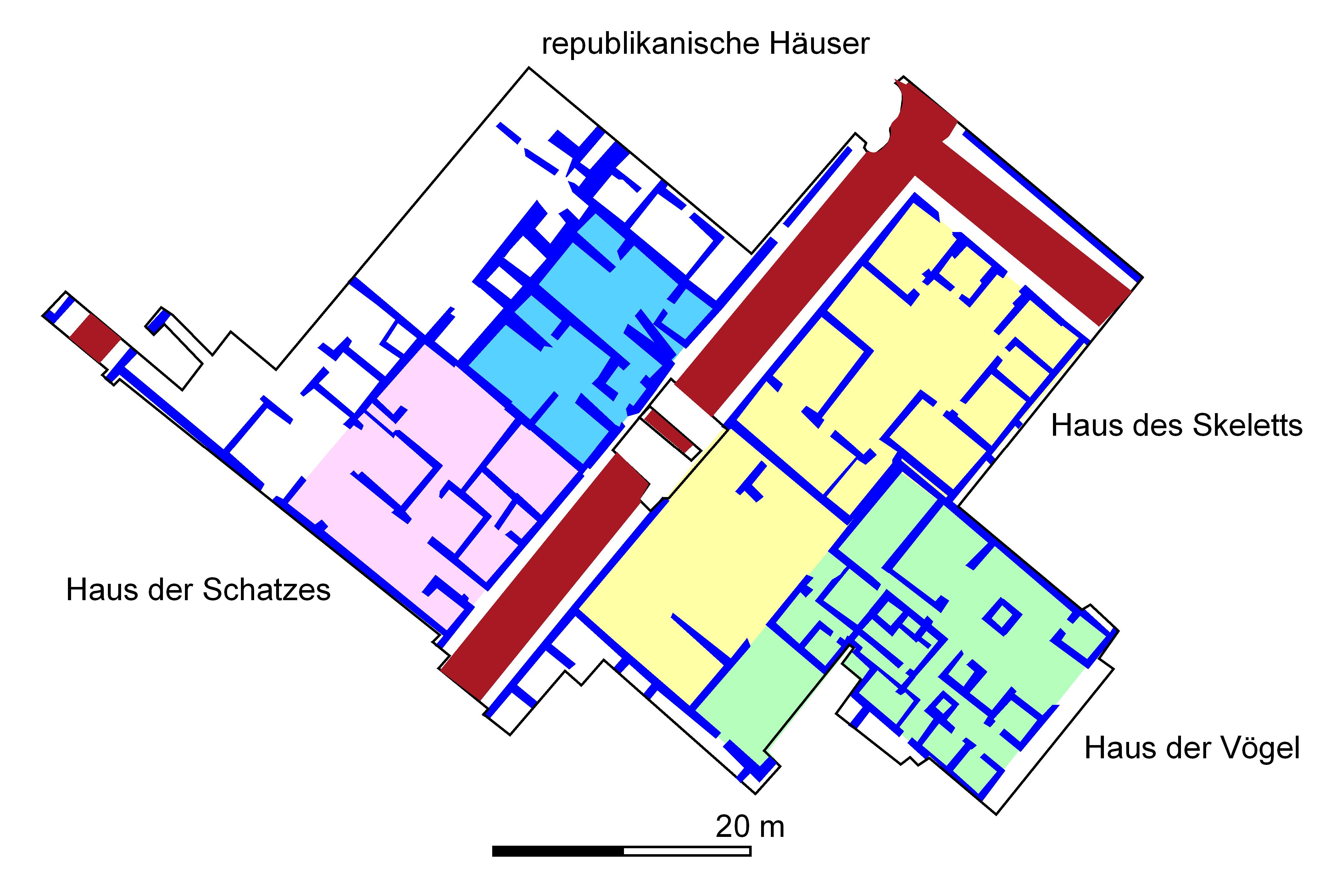
Plan der zum Teil ausgegrabenen Insulae

Der Ort gilt als eine der wichtigsten archäologischen Stätten Italiens. Die antike Stadt ist nicht modern überbaut. Diese besondere Situation bewahrte für die Forschung die Reste einer römischen Stadt republikanischer Zeit. Die Ruinen waren schon lange bekannt; vor allem die Mauern der Stadt sind bis heute gut erhalten und wurden oft gezeichnet und kommentiert. Die Reste eines Tores am Forum wurden schon 1793 von Giorgio Santi gezeichnet. Jedoch erst im Mai 1948 fand eine Begehung der Überreste unter Frank E. Brown statt, bei der alle noch sichtbaren Ruinen vermessen und gezeichnet wurden. Systematische Ausgrabungen gab es von 1948 bis 1954 und von 1965 bis 1972 von der Amerikanischen Akademie in Rom, wiederum unter der Leitung von Frank E. Brown, weitere Grabungen wurden wiederum von der Amerikanischen Akademie in Rom von 1991 bis 1997 durchgeführt. In dieser Zeit wurde das Haus der Diana ausgegraben. Es gab auch diverse kleinere Grabungen über das gesamte Stadtgebiet verteilt, die vor allem den Zweck hatten, die Besiedlungsdauer in verschiedenen Stadtteilen zu erhellen. Auch die Umgebung der Stadt (ager Cosanus) mit ihren Villen, darunter die große Villa di Settefinestre, wurde im Zuge dieses Forschungsprojektes untersucht.

## Lage
Die Stadt befindet sich auf einem Hügel, der sich etwa 100 Meter über den Meeresspiegel erhebt. Dieser Hügel liegt dicht am Meer, östlich der Halbinsel Monte Argentario. Direkt am Fuß des Stadthügels, etwa 600 Meter südöstlich der eigentlichen Stadt, liegt ihr Hafen, der in der Antike Portus Cosanus hieß. Dort gibt es eine Süßwasserquelle, die dem Hafen seine besondere Bedeutung gab, da die meisten in der Region liegenden Häfen über kein Süßwasser verfügten.

## Der Stadtplan
Cosa wurde nach einem orthogonalen Plan auf einer Anhöhe errichtet, die aber nicht eben war. Ganz im Osten steht ein Hügel (etwa 108 Meter über dem Meeresspiegel), dessen Spitze noch von der Stadtmauer eingeschlossen wird. Ganz im Süden steht mit etwa 113 Meter über dem Meeresspiegel das Kapitol der Stadt. Nach Norden hin fiel das Gelände ab. Politisches Zentrum der Stadt war das Forum, im Osten gelegen. Von dort führte eine Straße zum Nordtor, eine weitere zum Kapitol. Trotz des unregelmäßigen Geländes wurde der Stadtplan streng eingehalten. Die Straßen waren sechs Meter breit. Die Straße, die das Forum mit dem Kapitol verband, besaß jedoch eine größere Breite von 9 Metern. Am Forum und an der breiten Straße standen die größten Häuser der Stadt. Bei der Stadtgründung gab es eine strenge Parzellierung, 24 Grundstücke waren für große Häuser und 224 für kleinere Wohnhäuser reserviert. Die Größe der Insulae variierte jedoch. Sie sind im Ostteil der Stadt breiter als im Westteil und 280 römische Fuß lang und 110 bis 115 Fuß breit (etwa 82 × 43 Meter). Insulae im Zentrum der Stadt waren nur 180 Fuß lang. Die Insulae sind in 10 Einheiten für die Wohnhäuser unterteilt. Diese waren 56 bis 58 römische Fuß lang und 28 bis 30 Fuß breit. In den großen Insulae standen an der Frontseite die Häuser, während die rückwärtigen Grundstücke als Garten, Küchen und Werkstätten benutzt wurden.

## Portus Cosanus

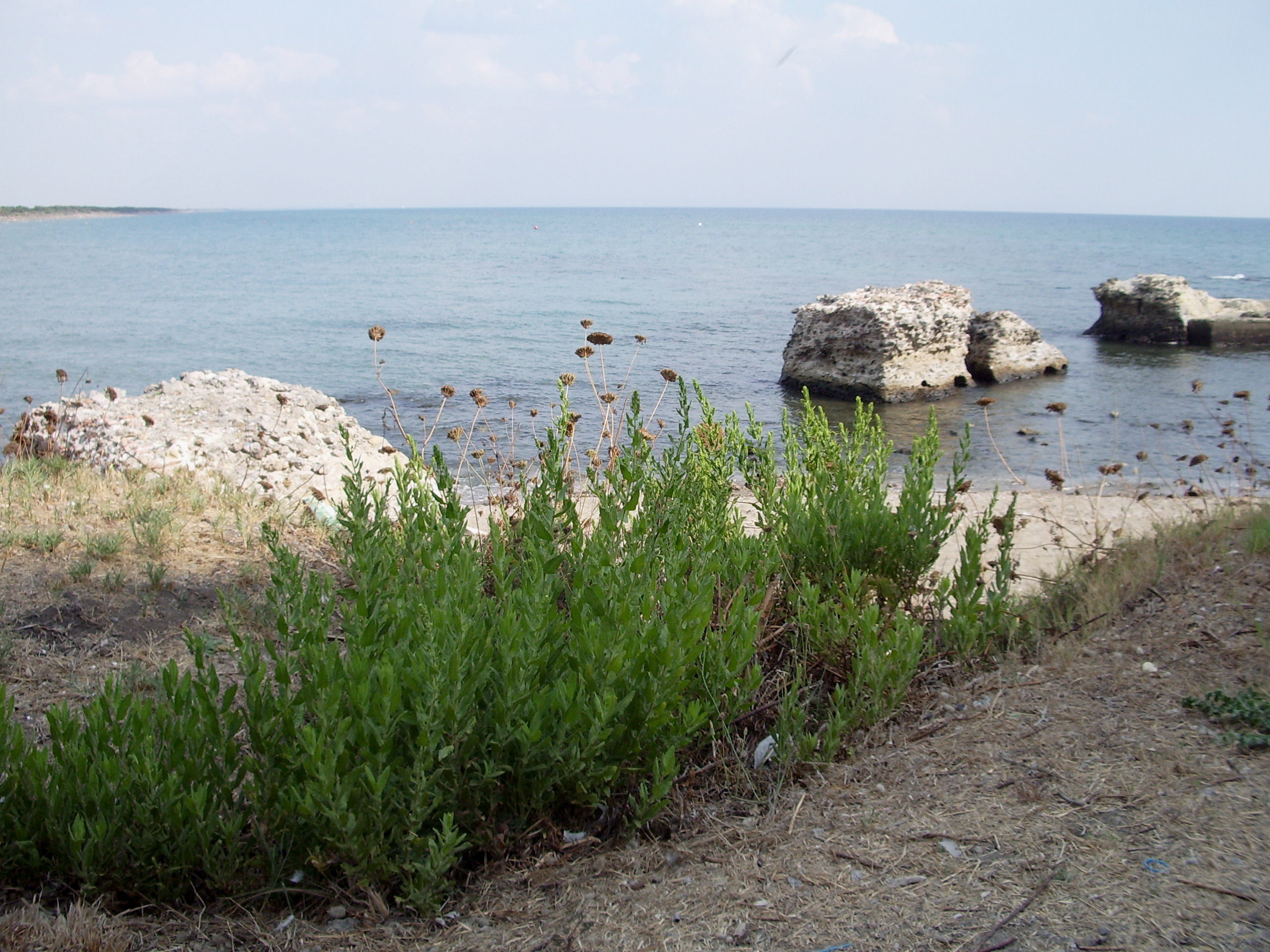
Der Hafen von Cosa mit Resten von Kaianlagen

Der Hafen der Stadt lag etwa 600 Meter südöstlich. Noch heute sind mächtige Mauern im Meer zu sehen, die die Bucht gegen das Meer schützten. Sie sind wahrscheinlich im ersten Jahrhundert v. Chr. erbaut worden. Ganz im Norden stand ein kleiner, im zweiten Jahrhundert v. Chr. errichteter Tempel. Im ersten nachchristlichen Jahrhundert verlor der Hafen seine kommerzielle Bedeutung. Er wurde weiter benutzt, aber an Stelle der Siedlung wurde eine große Villa errichtet. Teil der Villenanlage war auch ein Pumpwerk, das eine höher gelegene Zisterne, vielleicht für ein Bad, mit Wasser versorgte.

## Einzelne Bauten

### Die Stadtmauer

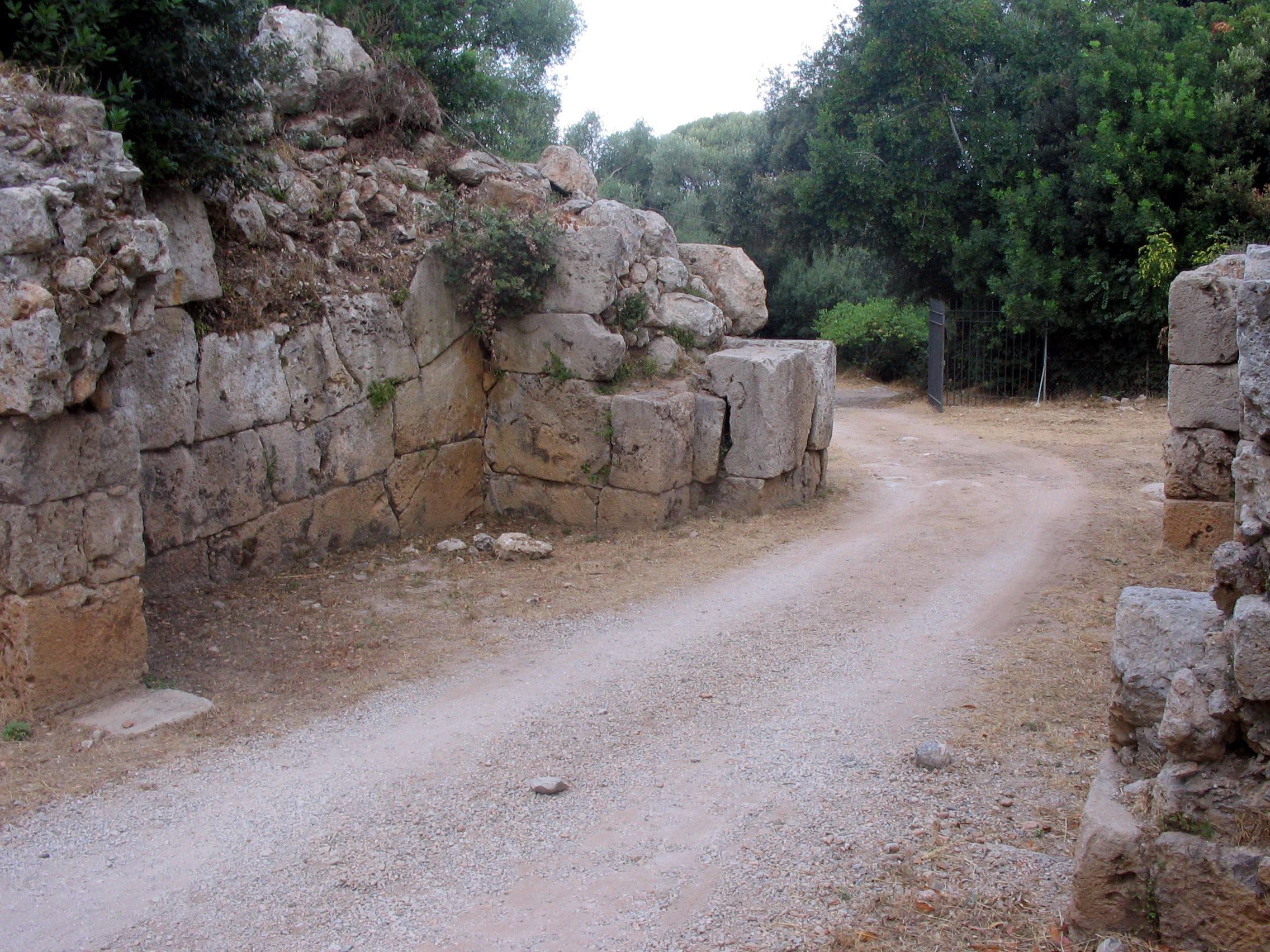
Westtor

Die Stadt hat eine Mauer, die zum Teil noch heute gut erhalten ist. Eine weitere Mauer grenzte das Kapitol vom Rest der Stadt ab. Die 1464 Meter lange Mauer wurde auf den Spitzen des anstehenden Hügels errichtet und schließt das Kapitol, aber auch die Erhebung im Osten mit ein. Im Norden, Osten und Süden gibt es jeweils ein Tor, das zum Stadtinneren hin einen angebauten Hof hat. In einem Abstand von etwa 28 bis 35 Metern hat die Mauer jeweils einen Turm, insgesamt achtzehn. Die Mauer ist aus hartem, grauem Kalkstein errichtet und war einst wahrscheinlich neun bis zehn Meter hoch. Das Mauerwerk besteht aus großen, unregelmäßig geformten Steinen. Die Mauer ist im Stil vergleichbar mit anderen republikanischen Stadtmauern und datiert wahrscheinlich ins dritte vorchristliche Jahrhundert.

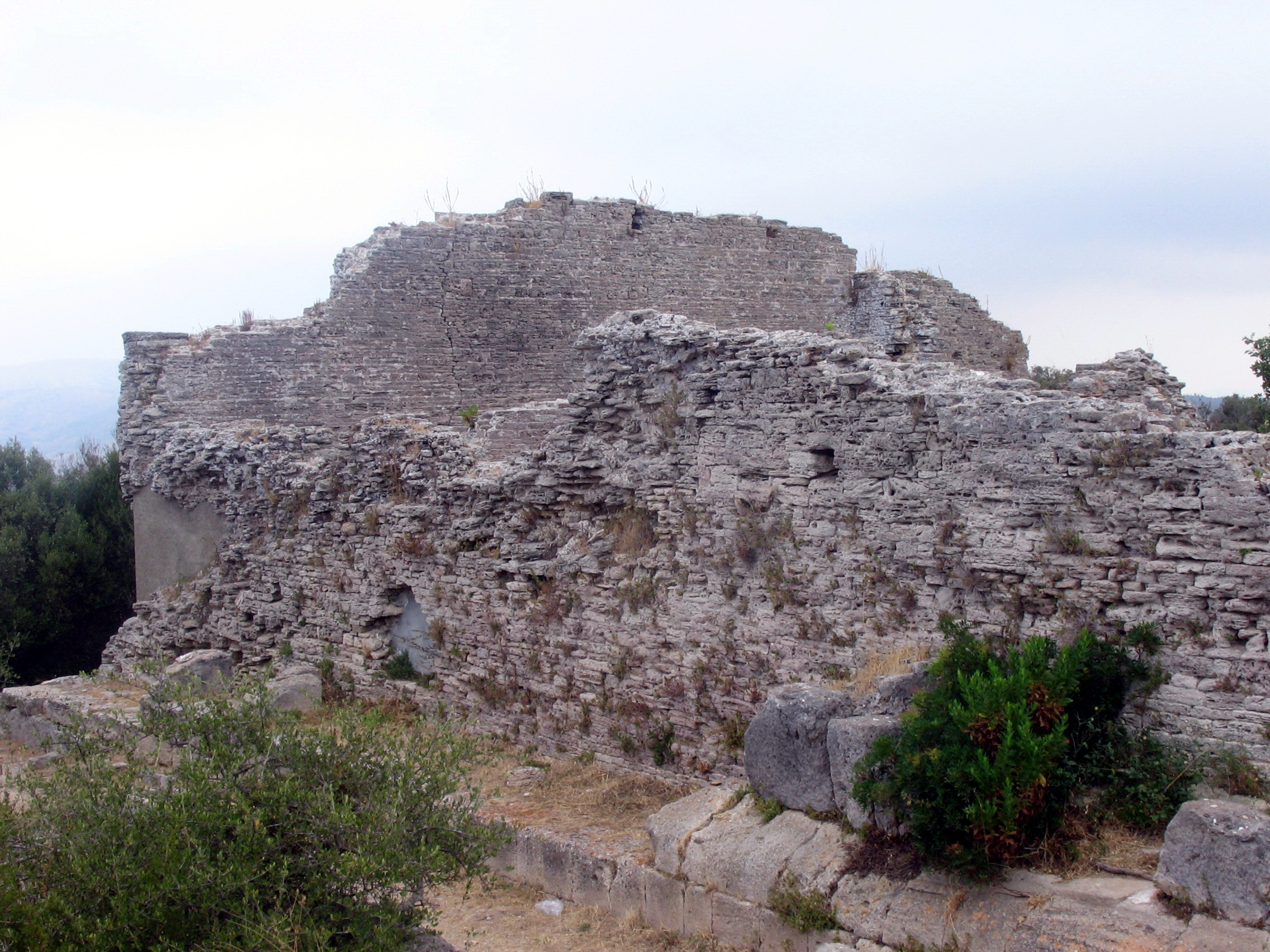
Reste des Kapitols

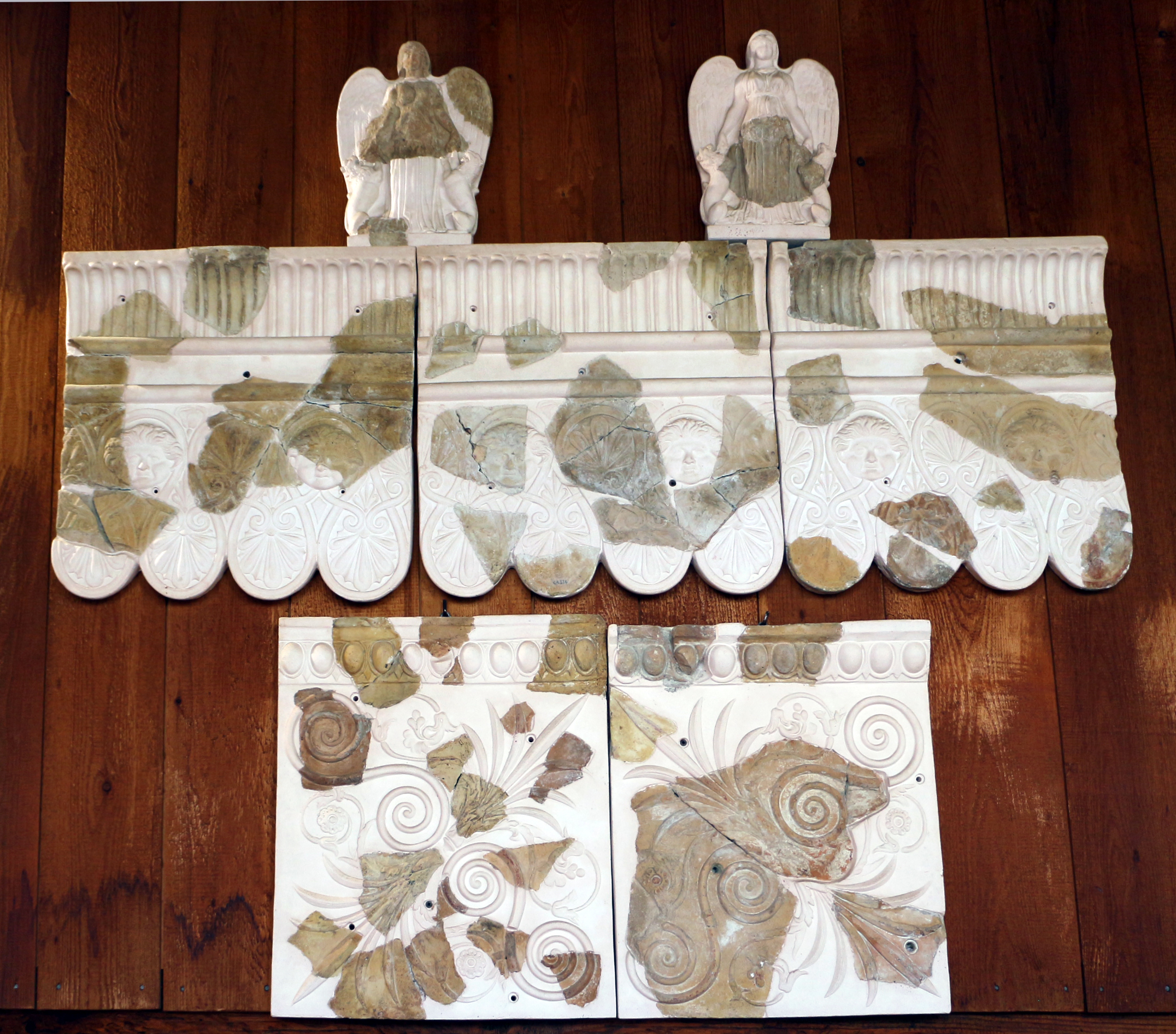
Reste der Terrakottadekoration des Kapitols

### Capitolium
Das Capitolium (Kapitol), von den Ausgräbern auch als arx (lateinisch: Festung) bezeichnet, lag am südlichsten und höchsten Punkt der Stadt. Hier standen drei Tempel, wurden jedoch nicht gleichzeitig erbaut. Ein erster Tempel, von dem nur wenig bekannt ist, wurde um 240 bis 220 v. Chr. errichtet. Neben diesem Tempel befand sich eine große Plattform, vielleicht für einen Altar. Dieser Tempel wurde niedergerissen, als der Bau eines größeren Heiligtums stattfand. Wegen eines modernen Baues konnte dieser Tempel bisher nicht ausgegraben werden. Der neue, dem Jupiter geweihte Tempel wurde in den Jahren zwischen 175 und 150 v. Chr. an der Stelle der Plattform errichtet. Er steht auf einem hohen Podium, das über eine breite Treppe bestiegen werden konnte. Diese Plattform ist 46,25 × 23,24 Meter groß. Der eigentliche Tempelbau auf der Plattform war an der Front mit vier Säulen geschmückt und mit zwei weiteren Säulen in einer zweiten Reihe versehen. Das Innere hatte drei cellae. Die Wände waren im ersten Pompejanischen Stil stuckiert. Die Böden hatten Mosaiken. Von beiden Dekorationen fanden sich nur noch bescheidene Reste. Vor dem Tempel stand ein Altar. Vor allem das Dach und der Giebel des Tempels waren reich mit Terrakottaplatten dekoriert. Der Tempel wurde im späten ersten vorchristlichen Jahrhundert mit einer Dekoration der Terrakottaplatten neu gestaltet. Aus den Jahrhunderten nach Christi Geburt gibt es Belege für Ausbesserungen der Dachziegel. Es kam aber zu keinen grundlegenden Umbauten. Die Reste des Tempels erreichen noch heute eine Höhe von einigen Metern.
Neben dem großen Tempel des Jupiters stand ein kleinerer, der ebenfalls auf einem Podium stand. Dieser wurde von den Ausgräbern als Tempel D bezeichnet. Er wurde um 170/160 v. Chr. erbaut und hatte nur eine Cella. Auch er war reich mit Terrakotten dekoriert.

### Forum
Das Forum liegt im Osten der Stadt. Es handelte sich um einen offenen Platz; öffentliche Gebäude standen vor allem an der Nordseite. Auf den anderen Seiten befanden sich zum Teil Wohnbauten wohlhabender Bürger. Die ältesten Bauten des Forums datieren schon in das dritte Jahrhundert v. Chr. Aus dieser Zeit stammen diverse Zisternen am Rande des freien Platzes. Die Comitium und Kurie wurden um 240 v. Chr. errichtet. Das Forum wurde zu dieser Zeit von einer Reihe von Bäumen gesäumt, von denen sich noch acht Gruben fanden. Um 170 v. Chr. erhielten drei Seiten des Forums einen Porticus. In dieser Zeit wurde auch neben der Kurie ein Tempel errichtet. Nur die Nordseite, an der öffentliche Gebäude standen, blieb vom Porticus, zumindest zum Teil frei, vielleicht um die Sicht auf den Tempel und die Kurie nicht zu versperren.
Im ersten vorchristlichen Jahrhundert wurde das Forum mit der Stadt verlassen und erst um 20 v. Chr. wieder benutzt.
Im ersten Jahrhundert n. Chr. wurde die Basilika in ein Odeon umgewandelt, nachdem sie von einem Erdbeben zerstört worden war. In einem Privathaus wurde ein Heiligtum errichtet. Es gibt Bauinschriften aus dieser Zeit, die ein gewisses Interesse des Princeps am Funktionieren des Forums bezeugen. Im dritten Jahrhundert wurden Teile der Kurie in ein Mithraeum umgewandelt und es wurde ein kleines Heiligtum des Liber Pater eingerichtet. Zur etwa gleichen Zeit wurde im Nordwesten des Forums ein Gebäude errichtet, dessen Funktion nicht genau bekannt ist. Es war in etwa quadratisch und hatte drei innere, parallel verlaufende Mauern. Das Gebäude wurde auf den Resten des einst dort zuvor stehenden Atriumhauses erbaut, doch gibt es keine Reste eines Fußbodens, was andeutet, das dieser einst aus Holz war. Vielleicht handelte es sich um einen Speicher. Im vierten Jahrhundert verlor das Forum endgültig seine Funktion. Auf den Resten der Basilika wurde eine kleine Kirche errichtet. Die meisten anderen Bauten verfielen.

### Tor
Am nordwestlichen Eingang des Forums befinden sich die Reste eines Tors aus Kalkstein, die schon 1793 gezeichnet wurden. Bis 1810 stürzte das Tor ein. Heute sind noch große Stücke des Mauerwerks vorhanden. Das Tor war einst mit Stuck verkleidet und stand zwischen zwei am Rande des Forums gelegenen Atriumhäusern. Es hatte einen mittleren Eingang, der von einem Bogen gekrönt war. An jeder Seite befand sich ein kleinerer Eingang, der jeweils einen Bogen als oberen Abschluss hatte. Insgesamt war es etwa 8,81 Meter breit.

### Comitium und Curia
Um 240 v. Chr. wurde an der Nordseite des Forums die Curia der Stadt errichtet. Der Bau besteht aus dem Comitium und der eigentlichen Curia dahinter. Das Comitium ist etwa quadratisch (16,20 × 17,50 m) mit kreisförmig angeordneten Sitzreihen aus Tuff in der Mitte. Wahrscheinlich war es nicht überdacht. Die Curia dahinter stand auf einem Podest und wurde vermutlich über die Sitzreihen des Comitiums erreicht.
Im dritten Jahrhundert wurde eine Cella der Curia in ein Mithraeum umgewandelt. Das Heiligtum war einfach und hatte einen Erdfußboden. Es fanden sich Basen für Statuen und ein Fuß, der wahrscheinlich einer Mithrasstatue gehörte.

### Tempel
An der Ostseite der Curia wurde um 175 v. Chr. ein Tempel errichtet, der in der Forschung als Tempel B bezeichnet wird, da der Name der hier verehrten Gottheit nicht bekannt ist. Der Tempel steht auf einem Podium, das etwa 16,45 Meter lang und 9,89 Meter breit ist. Darauf stand der eigentliche Tempel mit einer einräumigen Cella (8,45 mal 7,23 Meter groß). Die Fassade hatte wahrscheinlich vier Säulen in zwei Reihen. Vor dem Bau steht eine Treppe und etwas versetzt ein Altar. Der Tempel war einst reich mit Terrakottaplatten dekoriert, von denen sich noch zahlreiche Fragmente fanden. Diese lassen sich in verschiedene Gruppen teilen. Antefixe zeigen den Kopf eines Silens oder den einer Mänade. Andere Fragmente gehören zu Platten, die einst das Dach des Tempels schmückten. Sie zeigen vor allem florale Motive. Eine große Anzahl von Terrakottafragmenten gehört zu Figuren, die einst sicherlich den Giebel des Tempels dekorierten. Zu den Fragmenten gehört die Figur eines Mannes mit einer phrygischen Mütze, eine Frauenfigur, sowie ein nackter männlicher Torso.

### Tempel des Liber Pater
Im dritten Jahrhundert wurde ein weiteres Heiligtum am Forum eingerichtet. Es war dem Liber Pater gewidmet. Es wurde in den südlichen Eingang zum ehemaligen Forum hineingebaut. Hier fanden sich diverse Skulpturen, darunter der Kopf einer Marmorstatue des Herkules. Eine weitere Statue stellt einen nackten, jungen Mann dar und datiert stilistisch in das erste Jahrhundert. Die Statue mag ursprünglich den Garten eines Privathauses dekoriert haben. Es fanden sich zwei Frauenbüsten. Des Weiteren wurden im Heiligtum zahlreiche Lampen und Münzen entdeckt.

### Basilika
Nordwestlich der Curia wurde um 150 v. Chr. eine Basilika errichtet. Es handelte sich um eine einfache Halle, die etwa 35,89 × 27,05 m maß und damit eine Fläche von 940,92 m² hatte. Es gab drei Schiffe. Die Front war mit sechs Säulen geschmückt. Im Inneren standen 16 weitere Säulen, die ein Rechteck formten und wahrscheinlich das Mittelschiff der Basilika stützten. Die Säulen hatten ionische Kapitelle aus Tuff. Die Rückwand im Inneren war mit Stuckaturen im 1. Pompejanischen Stil geschmückt, die anderen Wände waren hell verputzt. Der Fußboden war in Opus signinum ausgelegt. Die Basilika ist aus mehreren Gründen von besonderer Bedeutung. Es handelt sich um die früheste provinzielle Basilika, die bisher ausgegraben wurde. Sie ist nur etwa eine Generation jünger als die ersten großen Basiliken in Rom, wie die Basilica Aemilia oder die Basilica Porcia. Die erstere ist nur schlecht erhalten, die letztere noch nicht gefunden.
Am Beginn des ersten Jahrhunderts stürzten Teile des Baues ein. Unter Kaiser Nero wurde die Basilika in ein Odeum umgebaut. An der Rückseite wurde eine Bühne, an der Vorderseite die Tribüne errichtet. Es fanden sich Reste einer Marmorplatte mit einer Bauinschrift, die diesen Kaiser nennt.

### Tempel E
Bei der systematischen Begehung der Stadtruinen im Jahr 1948 wurden mehrere Tempel identifiziert, die mit den Buchstaben A bis D bezeichnet wurden, da die hier verehrten Gottheiten unbekannt waren. Der Haupttempel der Stadt auf dem Kapitol erhielt keinen Buchstaben. Tempel C wurde bei Ausgrabungen als die Curia identifiziert. Die Ausgrabung eines weiteren, als E bezeichneten Tempels erfolgte später. Er stand ganz im Osten der Stadt auf einer Anhöhe und wurde am Beginn des zweiten vorchristlichen Jahrhunderts errichtet. Jedoch fanden sich vom eigentlichen Tempel nur noch Reste der Außenmauern, wonach er 6,25 Meter breit und 11,25 Meter lang war. Die Orientierung des Tempels ist unsicher. Er war mit dekorierten Terrakottaplatten verkleidet.

### Thermen
Wahrscheinlich hatte die Stadt ein öffentliches Bad, doch wurde bisher keines entdeckt. Westlich des Forums befinden sich jedoch monumentale Reste eines Gebäudes, das einst in einigen Räumen gewölbte Decken hatte und eventuell als Thermen zu interpretieren ist. Die Reste wurden nicht ausgegraben.

### Wohnbauten

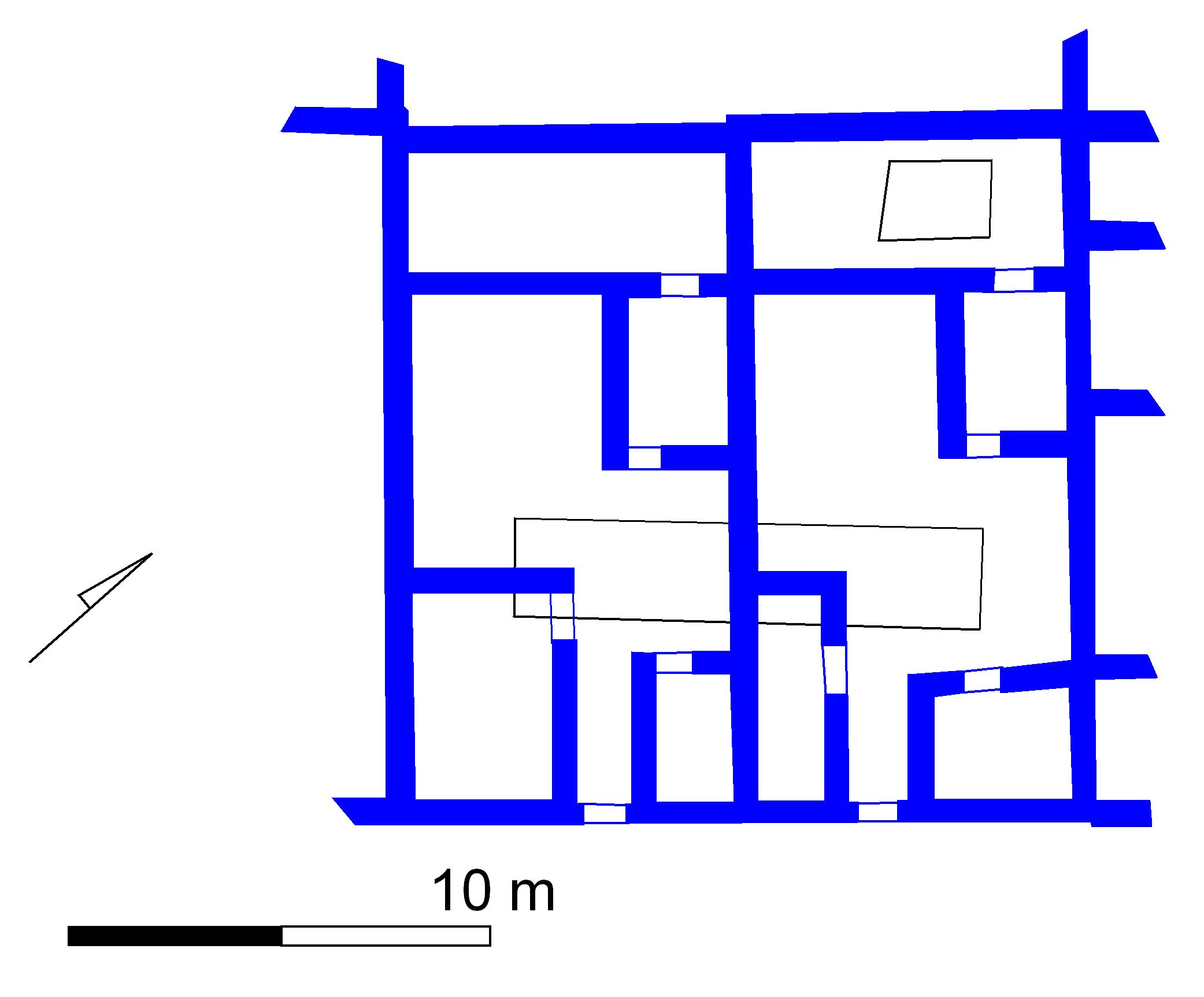
Zwei republikanische Häuser

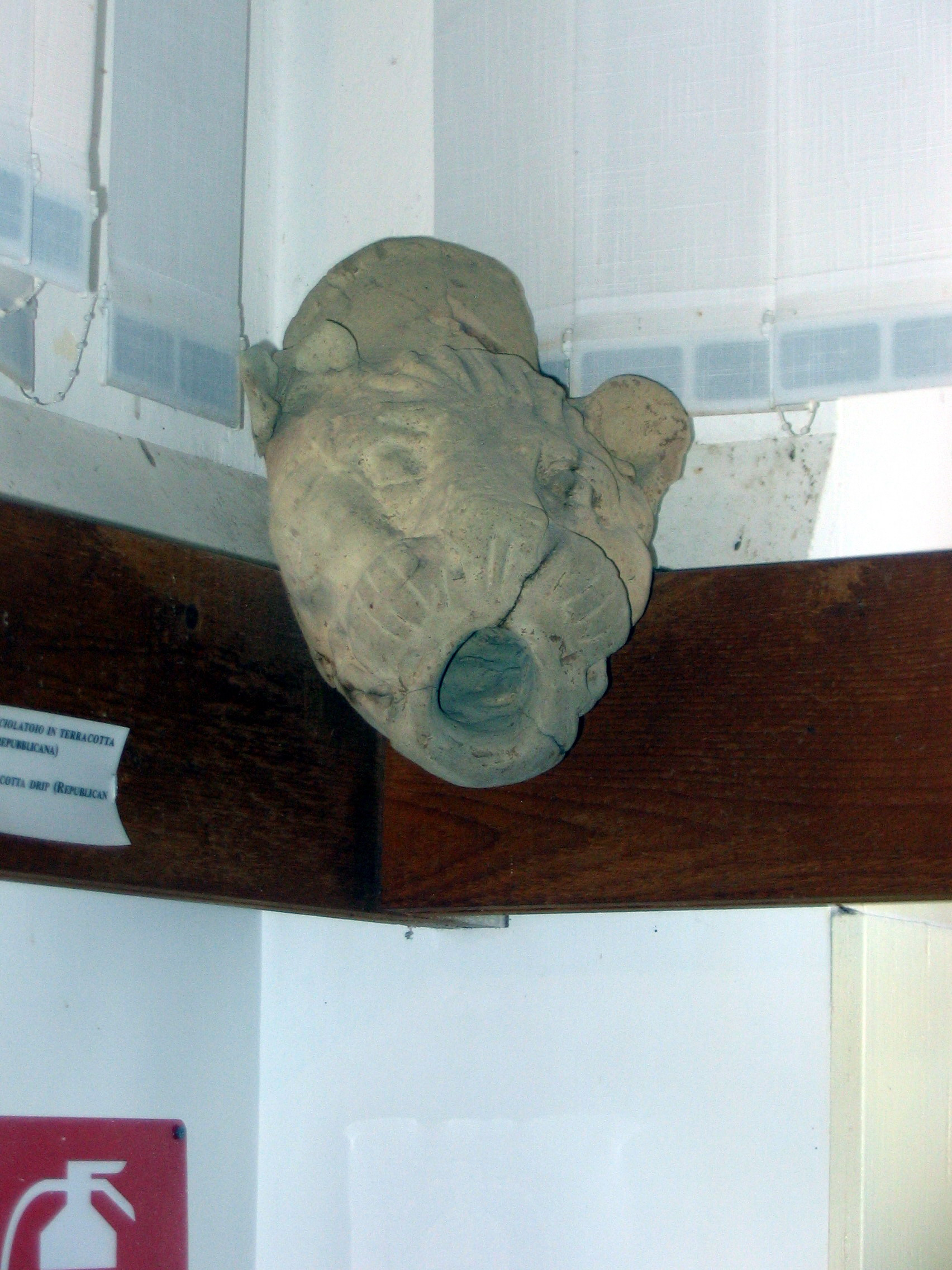
Wasserspeier aus dem Haus des Schatzes

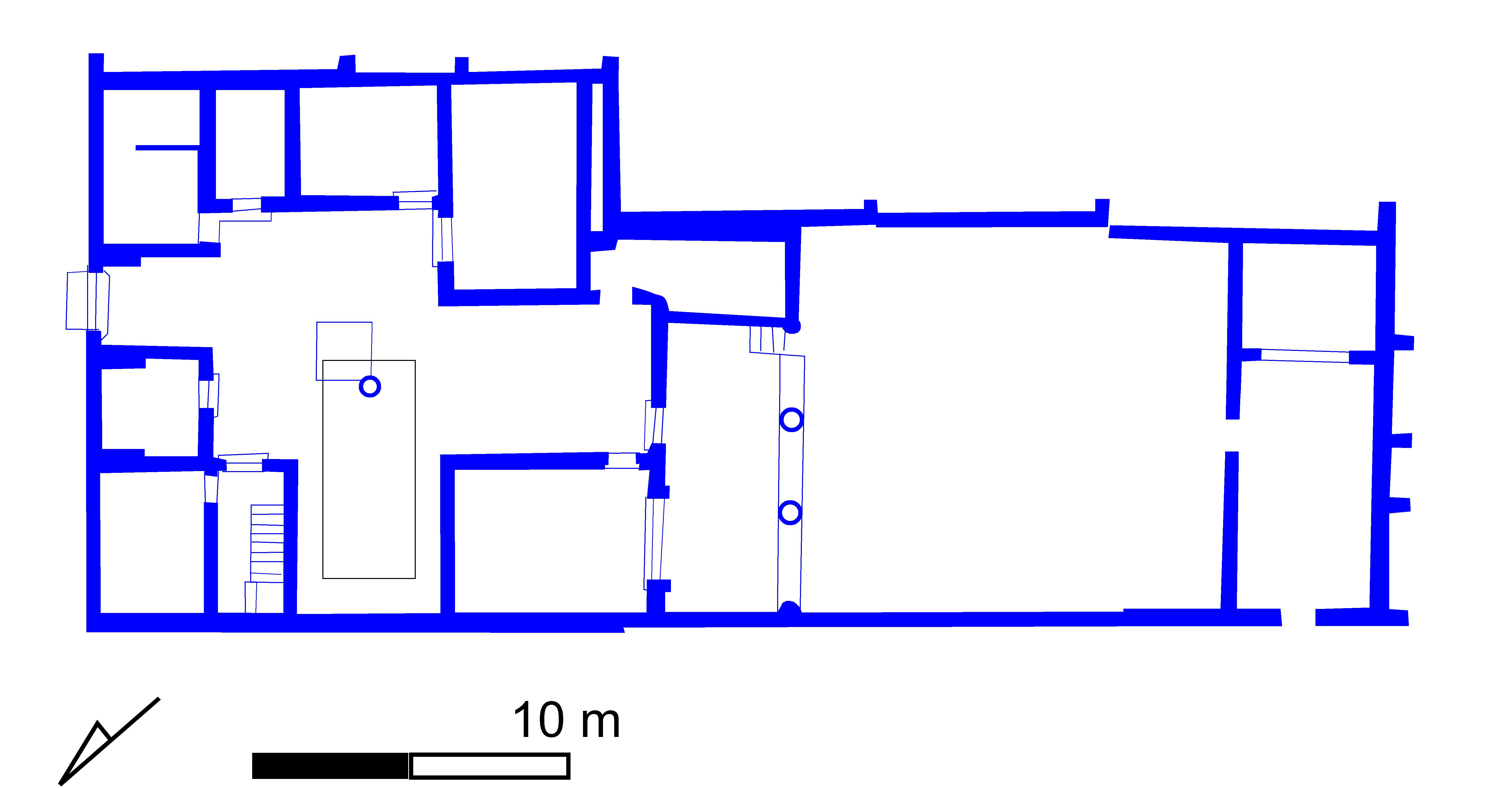
Haus des Skeletts, Plan

Wohnbauten wurden in zwei Teilen der Stadt großflächig ausgegraben. Es handelt sich einerseits um zwei große Atriumhäuser am Forum und andererseits um Teile von zwei Insulae im Stadtzentrum. In der einen Insula konnten sechs Wohnhäuser und deren Gärten zum Teil ausgegraben werden. Zwei dieser Häuser sind gut erhalten und zum großen Teil freigelegt worden. Sie datieren in die republikanische Zeit und sind gute Beispiele für die Behausungen der normalen Kolonisten. Die Häuser zeigen einen ähnlichen Aufbau. Es gab einen Eingangsbereich mit einem Gang, der an beiden Seiten von einem Raum flankiert wurde. Ferner existierte ein großer zentraler Raum und am anderen Ende ein weiterer Raum. An der Rückseite des Hauses gab es einen langen Raum, der die ganze Breite des Hauses einnahm. Die Häuser sind aus lokalen Steinen errichtet worden. Der obere Teil der Mauern bestand wohl meist aus Lehm. Die Häuser hatten Zisternen unter dem Fußboden.
Im sogenannten East Block sind unter dem Haus der Vögel die Reste zweier weiterer zwischen 200 und 175 v. Chr. erbauter, republikanischer Häuser ausgegraben worden. Beide Wohnbauten entsprechen dem oben angedeuteten Plan mit einem Eingang und zwei flankierenden Räumen, einen Mittelraum mit einem weiteren kleinen Raum und weiteren Räumen im hinteren Teil des Hauses. Das südwestliche Haus (Southwest House) ist von besonderem Interesse, da der Name der hier lebenden Familie bekannt ist. Auf Gefäßen fand sich die Abkürzung SAL für Salvius. Ein Gefäß wurde zwischen 200 und 175 v. Chr. vergraben, ein weiteres fand sich unter einer Treppe im Garten, die im ersten Jahrhundert zerstört wurde, als das Grundstück von den Besitzern des Hauses der Vögel erworben und neu bebaut wurde. Das Haus befand sich also über mehrere Generationen im Besitz einer einzigen Familie.
Das Haus des Schatzes wurde im zweiten vorchristlichen Jahrhundert errichtet und mehrmals umgebaut. Im ersten vorchristlichen Jahrhundert nahm es zwei Parzellen ein, von denen eine vorher nicht bebaut war und wahrscheinlich als Garten diente. Der letzte Umbau fand um 90 v. Chr. statt. Das Haus ist vor allem deshalb bemerkenswert, da sich dort ein Schatz von 2004 in einem Gefäß aufbewahrten Denaren fand. Das Gefäß trug eine kurze Inschrift: Q. FVL, was die Abkürzung für Quintus Fulvius ist, der als Hauseigentümer identifiziert werden kann. Der Schatz wurde um 70 v. Chr. vergraben. In dieser Zeit wurde die Stadt zerstört. Das Haus wurde nicht wieder bewohnt.
Im Zentrum der Stadt liegt das Haus des Skeletts, das seinen Namen von einem in einer Zisterne aufgefundenem Skelett erhielt. Es wird auch als SUNY-Haus bezeichnet, da es von der State University von New York ausgegraben wurde. Die Zeit seiner Errichtung datiert nach 89 v. Chr., jedoch wurde es schon um 70 v. Chr. zerstört. Im Zentrum befindet sich ein Hof mit einem Impluvium sowie darunter eine Zisterne. Wahrscheinlich sollte der Hof zu seinem Atrium ausgebaut werden, wozu es aber nie kam. Um diesen Hof herum sind diverse kleine Räume angebaut. Links, direkt neben dem Eingang, befinden sich die Küche und ein kleines Bad. Im Hinterteil des Hauses ist ein Garten angelegt. Das Haus ist bis zu einer Höhe von etwa einem Meter aus Steinen aufgemauert. Der Rest der Wand bestand aus verputztem Lehm. Verschiedene Fußböden sind mit Opus-signinum-Böden dekoriert, die einfache geometrische Muster zeigen. In sieben Räumen fanden sich Reste von Wanddekorationen des Ersten Pompejanischen Stiles. Der Plan des Hauses ist ungewöhnlich und entspricht nicht dem normalen Schema von Atriumhäusern, wie sie vor allem aus Pompeji bekannt sind. In dem Haus des Skeletts sind die einzelnen Räume nicht auf bestimmte Achsen orientiert, wie es sonst bezeugt ist. Die Fauces (der Eingang) öffnet sich nicht zur Mitte des Atriums. Das Impluvium liegt nicht in der Mitte des geplanten Atriums und ist auch nicht in einer Linie mit dem dahinter liegenden Tablinum. Die Küche liegt im Vorder- und nicht im Hinterteil des Hauses.
Das Haus der Vögel steht neben dem Haus des Skeletts und datiert in augusteische Zeit. Es handelt sich um ein Atriumhaus, das aus der Zusammenlegung zweier älterer Häuser entstand. Der Haupteingang liegt im Südosten. Links und rechts des Eingangs befinden sich zwei kleinere Räume. Es folgt das Atrium, das mit einem einfachen, weißen Mosaik dekoriert ist, das von einem Mäander gerahmt wird. Gegenüber dem Eingang befindet sich das Tablinum, das auch mit einem einfachen Mosaik dekoriert ist, das auch ein Mäander zeigt, das sich in einem Rechteck in der Mitte des Bodens befindet. Vom Atrium im Zentrum des Hauses gelangte man auf der linken Seite (vom Eingang aus gesehen) in ein kleineres Atrium, das einst zu einem zweiten Haus gehörte, bevor die beiden Bauten miteinander verschmolzen wurden. Dieser Teil des Hauses besteht aus einem kleinen Atrium und einem langen Gang, an dessen beiden Seiten sich diverse Zimmer befinden. Ein Garten lag hinter dem Tablinum im Hauptteil. Diverse Räume waren mit hochwertigen Wandmalereien im Zweiten Pompejanischen Stil geschmückt. Das Haus war bis in die flavische Zeit bewohnt. Es gibt sogar Anzeichen für eine Belegung bis ins dritte Jahrhundert.

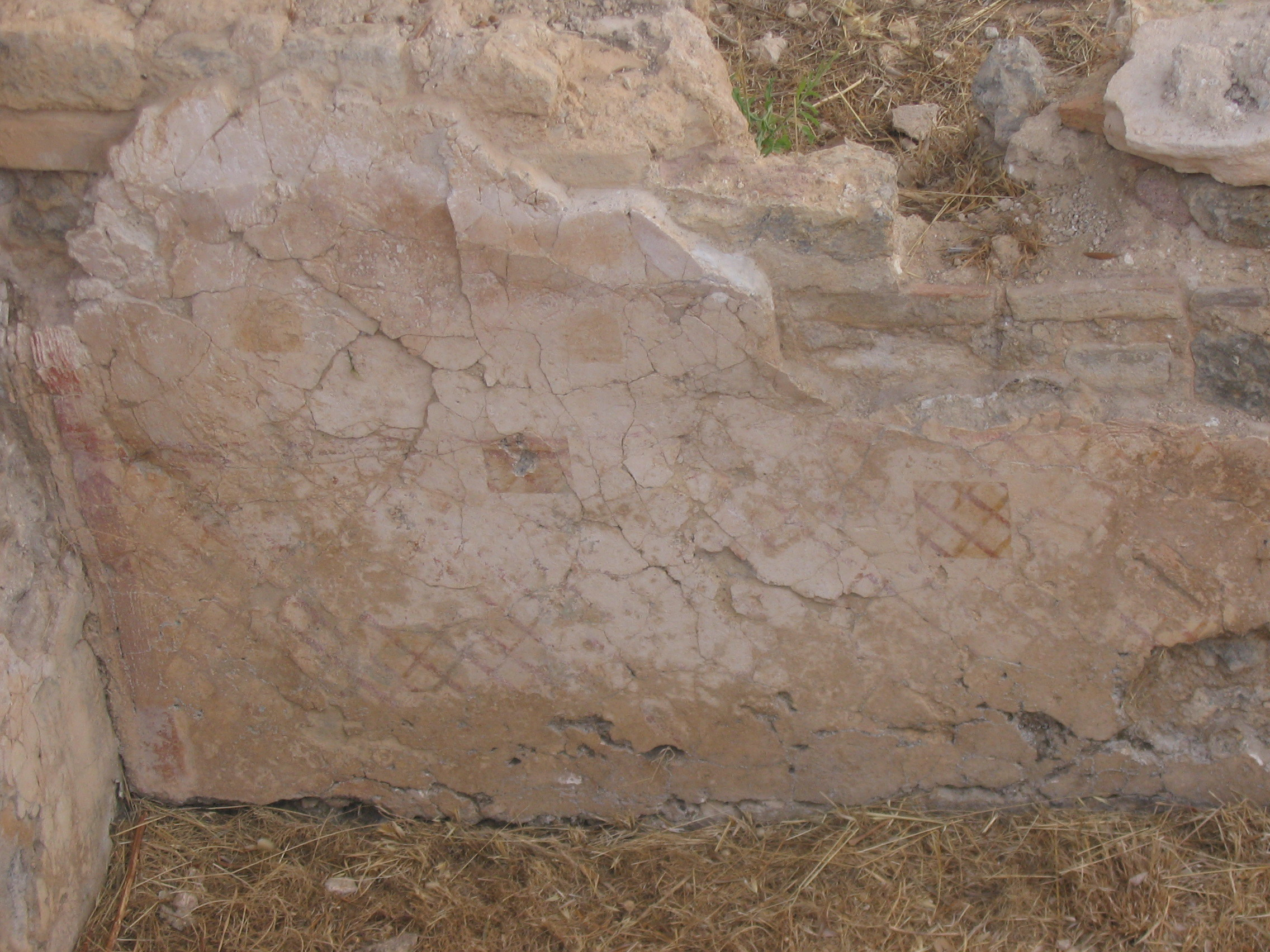
Reste von Wandmalereien im Garten des Hauses der Diana

Das Haus der Diana wurde zwischen 1991 und 1997 von der Amerikanischen Akademie in Rom ausgegraben und anschließend konserviert. Es wurde um 197 v. Chr. erbaut und mehrfach umgebaut. Die Reste des Hauses in der vorliegenden Form stammen zum großen Teil aus der Zeit des Augustus, als eine Neubesiedlung der Stadt erfolgte. Namensgebend war der im Haus gefundene Torso einer Diana-Statue. Es ist zum Teil mit geometrischen Mosaiken und mit Wandmalereien ausgestattet.
Das Haus steht an der Südwestseite des Forums der Stadt neben drei anderen Häusern, die alle zur selben Zeit errichtet wurden und einst wohlhabenden Bürgern der Stadt gehörten. Links und rechts des Eingangs befanden sich Läden. Keramikfunde deuten an, dass hier im späten zweiten Jahrhundert v. Chr. Weinverkauf stattfand. Der Raum links des Eingangs wurde in augusteischer Zeit reich dekoriert. Er hatte eine gewölbte Decke, die mit figürlichen Stuckaturen dekoriert war, aufwendige Wandmalereien und einen Mosaikfußboden. Die Ausgräber vermuten hier eine Kapelle für den Kaiserkult. Vom Eingang gelangt man direkt in das Atrium. An der Rückseite befinden sich das Triclinium und daneben das Tablinium. Dahinter befindet sich ein Garten. In diesem steht ein Schrein, in dem vielleicht einst die Statue der Diana stand. Diese besteht aus weißem Marmor. Der Kopf fehlt. Zu der Statue gehört auch die Figur eines Hundes. Von einer weiteren Statue fand sich ein weiblicher Kopf. Eine dritte Statue ist eine kopflose Herme. Daneben fanden sich weitere Marmorfragmente, die die reiche Ausstattung des Hauses belegen. Dazu gehören das marmorne Bein eines Tisches, das mit einem vollplastischen Greif dekoriert ist. Einige gemalte Wanddekorationen konnten rekonstruiert werden. Die Wände waren zum Teil in einem Stil ausgemalt, der am Übergang vom zweiten zum dritten Pompejanischen Stil steht. Sie zeigen im Hauptfeld große gemalte Paneele und in der Oberzone Architekturen. Zwei Mosaiken sind schwarz-weiß, wobei die weißen Flächen dominieren. Die Mitte und der Eingang zum Zimmer sind mit geometrischen Mustern in Schwarz verziert. Ein drittes Zimmer zeigt als Mosaik eine Fläche von Sechsecken.

### Ausgrabungsberichte
- F. E. Brown, E. H. Richardson, L. Richardson, jr.: Cosa I, History and Topography. In: Memoirs of the American Academy in Rome. Band 20, 1951, S. 5–113. doi:10.2307/4238626
- F. E. Brown: Cosa II, the Temples of the Arx. In: MAAR. 26, 1960. JSTOR; doi:10.2307/4238649
- Stephen L. Dyson: Cosa: The Utilitarian Pottery. In: MAAR. 33, 1976. Full text at Hathi Trust.
- F. E. Brown: Cosa, the Making of a Roman Town. University of Michigan Press, Ann Arbor 1980. WorldCat
- F. E. Brown, E. H. Richardson, L. Richardson, jr.: Cosa III: the buildings of the forum: colony, municipium, and village. In: MAAR. 37, Rome 1993. WorldCat
- V. J. Bruno, R. T. Scott: Cosa IV, The Houses. In: MAAR. 38, Rome 1993.
- J. Collins Clinton: A Late Antique Shrine of Liber Pater at Cosa. (Etudes préliminaires aux religions orientales dans l'empire romain. Vol. 64). Leiden 1977.
- A. M. McCann, J. Bourgeois, E. K. Gazda, J. P. Oleson, E. L. Will: The Roman Port and Fishery of Cosa: a Center of Ancient Trade. Princeton University Press, Princeton 1987.
- E. Fentress et al. Cosa V: An Intermittent Town, Excavations 1991–1997. In: MAAR. supp. University of Michigan Press, Ann Arbor 2004. doi:10.2307/4238459

### Einzelfragen
- O. Brendel: A Ganymede Group from Cosa. In: American Journal of Archaeology. Band 73, 1969, S. 232.
- T. V. Buttrey: Cosa: The Coins. In: MAAR. Band 34, 1980, S. 11–153. JSTOR; doi:10.2307/4238673
- C. R. Fitch, N. Goldman: The Lamps, (Memoirs of the American Academy in Rome; 39). University Park: American Academy in Rome, 1993, ISBN 0-472-10518-3.
- David Frederick Grose, R. T. Scott (Hrsg.): The Hellenistic, Roman, and Medieval Glass from Cosa. (Supplements to the Memoirs of the American Academy in Rome). University of Michigan Press, Ann Arbor 2017, ISBN 978-0-472-13062-7.
- M. Hobart: Ceramica invetriata di Cosa (Ansedonia - Orbetello). In: L. Paroli (Hrsg.): La ceramica invetriata tardoantica e altomedievale in Italia. Florence 1990, S. 304–309.
- M. Hobart: La Maiolica arcaica di Cosa (Orbetello). In: Atti del XXIV convegno interna-zionale della ceramica, Albissola, 1991. S. 71–89.
- M. T. Marabini Moevs: The Roman Thin Walled Pottery from Cosa (1948–1954). In: MAAR. 32, 1973. Full text at Hathi Trust.
- M. T. Marabini Moevs: Italo-Megarian Ware at Cosa. In: MAAR. Band 34, 1980, S. 161–227. JSTOR; doi:10.2307/4238674
- M. T. Marabini Moevs: Cosa. The Italian Sigillata. In: MAAR. supp. 3. Ann Arbor: Published for the American Academy in Rome by the University of Michigan Press, 2006. WorldCat
- A. R. Scott: Cosa: The Black-Glaze Pottery 2. In: MAAR. supp. 5. Ann Arbor: Published for the American Academy in Rome by the University of Michigan Press, 2008. WorldCat
- R. T. Scott: A New Inscription of the Emperor Maximinus at Cosa. In: Chiron. Band 11, 1981, S. 309–314.
- R. T. Scott: A new fragment of 'serpent ware' from Cosa. In: JGS. 34(1992) S. 158–159.
- D. M. Taylor: Cosa, Black-Glaze Pottery. In: MAAR. Band 25, 1957, S. 65–193.
- L. Tondo: Monete medievale da Ansedonia. In: ArchMed. IV, 1977, S. 300–305.
- W. Tongue: The Brick Stamps of Cosa. In: AJA. Band 54, 1950, S. 263.
- E. Lyding Will: Ambiguity in Horace, Odes 1.4. In: CP. Band 77, 1982, S. 240–245.
- E. Lyding Will: Defining the "Regna Vini" of the Sestii. In: N. W. Goldman (Hrsg.): New Light from Ancient Cosa: Studies in honor of Cleo Rickman Fitch. New York 2000, S. 35–47.
- E. Lyding Will: The Roman Amphoras. In: A. M. McCann, J. Bourgeois, E. K. Gazda, J. P. Oleson, E. L. Will: The Roman Port and Fishery of Cosa: A center of Ancient Trade. Princeton 1987, S. 170–220.
- E. Lyding Will: The Sestius Amphoras. A Reappraisal. In: JFA. Band 6, 1979, S. 339–350.
- Elizabeth Lyding Will, Kathleen Warner Slane: Cosa: The Roman and Greek Amphoras. (Supplements to the Memoirs of the American Academy in Rome). University of Michigan Press, Ann Arbor 2019, ISBN 978-0-472-13143-3.

### Inschriften
- Charles L. Babcock: An inscription of Trajan Decius at Cosa. In: AJP. 83.2, 1962, S. 147–158. JSTOR; doi:10.2307/292212
- D. Manacorda: Considerazioni sull'epigrafia della regione di Cosa. In: Athenaeum. Band 57, 1979, S. 73–92.
- V. Saladino: Iscrizioni del territorio di Cosa. In: Epigraphica. Band 39, 1977, S. 142–151.
- R. T. Scott: A New Inscription of the Emperor Maximinus at Cosa. In: Chiron. Band 11, 1981, S. 309–314.

### Studien
- F. E. Brown, P. Zancani Montuoro: Il faro di Cosa in ex-voto a Vulci? In: RIA. Band 2, 1979, S. 5–29.
- S. Dyson: Success and failures at Cosa (Roman and American). In: Journal of Roman Archaeology. Band 18, 2005, S. 615–620, doi:10.1017/S1047759400007777.
- E. Fentress, L. Richardson Jr., R. Scott: Excavations at Cosa: the First Fifty Years.
- E. Fentress: Introduction: Cosa and the idea of the city. In: E. Fentress (Hrsg.): Romanization and the City. Creation, Transformations and Failures. (= Journal of Roman Archaeology. supp. 38). Portsmouth, RI, 2000.
- E. Fentress, E. Cirelli: After the Rats: Cosa in the Late Empire and Early Middle Ages. In: N. Christie, A. Augenti (Hrsg.): Urbes Extinctae: archaeologies of abandoned classical towns. Ashgate, Farnham 2012.
- A. von Gerkan: Zur Datierung der Kolonie Cosa,. In:n Scritti in Onore di Guido Libertini. Florence 1958, S. 149–156.
- H. von Hesberg: Coloniae Maritimae. In: Römische Mitteilungen. Band 92, 1985, S. 127–150.
- D. Manacorda: The Ager Cosanus and the production of the amphorae of Sestius: New evidence and a reassessment. In: Journal of Roman Studies. Band 68, 1978, S. 122–131.
- L. Richardson Jr.: Cosa and Rome, Comitium and Curia. In: Archaeology. Band 10, 1957, S. 49–55.
- R. T. Scott: The decorations in terracotta from the temples of Cosa,. In: La coroplastica templare etrusca fra il IV e il II secolo a. C. Florence, 1992, S. 91–128.
- R. T. Scott: The Latin colony of Cosa. In: DialArch. Band 6, 1988, S. 73–77.
- J. Sewell: Trading places? A reappraisal of the fora at Cosa. In: Ostraka. Band 14, 2005, S. 91–114.
- Rabun Taylor: Temples and Terracottas at Cosa. In: American Journal of Archaeology. 106.1 (2002) S. 59–84.
- Stephen L. Dyson: Success and failures at Cosa (Roman and American). Journal of Roman Archaeology 18 (2005) S. 615–20.
- Stephen L. Dyson: Cosa. In: J. DeRose Evans (Hrsg.): A Companion to the Archaeology of the Roman Republic. Blackwell Publishing, Oxford 2013, S. 472–484. doi:10.1002/9781118557129.ch30[39]

### Vorberichte der Ausgrabungen
- F. E. Brown: Scavi a Cosa - Ansedonia 1965-6. In: BdA. Band 52, 1967, S. 37–41.
- F. E. Brown: The Northwest Gate of Cosa and its Environs. In: Studi di antichità in onore de G. Maetzke. Rome 1984, S. 493–498.
- G. Ciampoltrini: Orbetello (Grosseto) Località Ansedonia. Ricerche sui monumenti d'età traianea e adreanea del suburbio orientale di Cosa. In: BA. 11-12 1991
- G. Ciampoltrini: Orbetello (Grosseto) La necropoli di Cosa. Ricerche e recuperi 1985–1991. In: BA. Band 7, 1991, S. 59–73.
- E. Fentress, M. Hobart, T. Clay, M. Webb: Late Roman and Medieval Cosa I: The Arx and the Structure near the Eastern Height. In: PBSR. Band 59, 1991, S. 197–230.
- E. Fentress: Cosa in the empire: the unmaking of a Roman town. In: Journal of Roman Archaeology. Band 7, 1994, S. 208–222.
- E. Fentress, M. G. Celuzza: La Toscana centro-meridionale: i casi di Cosa - Ansedonia e Roselle. In: R. Francovich, G.Noyé (Hrsg.): La Storia dell'Alto Medioevo Florence 1994, S. 601–613.
- E. Fentress, A. Rabinowitz: Excavations at Cosa 1995: Atrium Building V and a new Republican Temple. In: MAAR. 41, 1996.
- M. Hobart: Cosa - Ansedonia (Orbetello) in età medievale: da una città romana ad un insediamento medievale sparso. In: ArchMed. Band 22, 1995, S. 569–583.
- M. Roca Roumens: Orbetello (GR) . Excavación en la insula O-P/4-5 de ciudad romana de Cosa. In: Notiziario della Soprintendenza per i Beni archeologici della Toscana. Band 3, 2007, S. 480–485.
- R. Scott: The Arx of Cosa (1965–1970). In: AJA. Band 73, 1969, S. 245.

### Cosa und die Umgebung
- I. Attolini et al. Political geography and productive geography between the valleys of the Albegna and the Fiora in northern Etruria. In: G. Barker, J. Lloyd (Hrsg.): Roman Landscapes. London, S. 142–153.
- F. Bisconti: Tarda antichità ed alto medioevo nel territorio orbetellano. Primo bilancio critico. In: Atti del VI congresso nazionale di archeologia cristiana. Florence 1986, S. 63–77.
- R. Bronson, G. Uggieri: Isola del Giglio, Isola di Giannutri, Monte Argentario, Laguna di Orbetello. In: SE. Band 38, 1970, S. 201–230.
- C. Calastri: L’insediamento di Portus Fenilie nell’agro Cosano. In: Campagna e paesaggio nell’Italia antica. Rome 2000, S. 127–136.
- F. Cambi, E. Fentress: Villas to Castles: first millennium A.D. Demography in the Albegna Valley. In: K. Randsborg (Hrsg.): The Birth of Europe. Rome 1989, S. 74–86.
- A. Carandini: Il vigneto e la villa del fondo di Settefinestre nel Cosano. Un caso di produzione per il mercato trasmarino. In: MAAR. Band 36, 1980, S. 1–10.
- A. Carandini (Hrsg.): La romanizzazione dell'Etruria: il territorio di Vulci (catalogue of the exhibition at Orbetello, 1985). Florence 1985.
- A. Carandini, A. Ricci (Hrsg.): Settefinestre: una villa schiavistica nell'Etruria romana. Modena 1985.
- A. Carandini, S. Settis (Hrsg.): Schiavi e padroni nell'Etruria romana. Bari 1979.
- A. Carandini, F. Cambi, M. G. Celuzza, E. Fentress (Hrsg.): Paesaggi d'Etruria: Valle dell'Albegna, Valle d'Oro, Valle del Chiarone, Valle del Tafone : progetto di ricerca italo-britannico seguito allo scavo di Settefinestre. Edizioni di storia e letteratura, Roma 2002.
- J. Carlsen: Considerations on Cosa and the Ager Cosanus. In: AnalRom. Band 13, 1984, S. 49–58.
- F. Castagnoli: La centuriazione di Cosa. In: MAAR. Band 25, 1957, S. 149–165.
- M. G. Celuzza, E. Regoli: La Valle d'Oro nel territorio di Cosa. Ager Cosanus and Ager Veientanus a confronto. In: DdA. 1, S. 31–62.
- G. Ciampoltrini: Un insediamento tardo-repubblicano ad Albinia. In: Rassegna di Archeologia. Band 4, 1984, S. 149–180.
- G. Ciampoltrini: Una statua ritratto di età imperiale dalla foce dell'Albegna. In: Prospettiva. Band 43, 1985, S. 43–47.
- G. Ciampoltrini, P. Rendini: L'agro Cosano fra tarda antichità e alto medioevo. Segnalazione e contributi. In: ArchMed. Band 15, 1988, S. 519–534.
- M. Del Chiaro: A new late republican-early imperial villa at Campo della Chiesa, Tuscany. In: Journal of Roman Archaeology. Band 2, 1989, S. 111–117.
- S. Dyson: Settlement Patterns in the 'Ager Cosanus'. The Wesleyan University Survey. In: Journal of Field Archaeology. Band 5, 1978, S. 251–263.
- E. Fentress: Via Aurelia - Via Aemilia. In: PBSR. Band 52, 1984, S. 72–77.
- E. Fentress: Peopling the Countryside.: Roman Demography in the Albegna Valley and Jerba. In: A. Bowman, A. Wilson (Hrsg.): Quantifying the Roman Economy. Methods and Problems. Oxford, S. 127–162.
- D. Manacorda: Produzione agricola, produzione ceramica e proprietari nell'ager Cosanus nel I sec. a. C. In: Società romana e produzione schiavistica. Bari 1981, S. 3–54.
- M. Pasquinucci: Contributo allo studio dell 'ager cosanus: la villa dei muraci a Porto Santo Stefano. In: SCO. Band 32, 1982, S. 141–149.
- S. Quilici-Gigli, L. Quilici: Ville dell'agro cosano con fronte a torrette. In: RIA. Band 1, 1978, S. 11–64.
- S. Quilici-Gigli: Portus Cosanus. Da monumento archeologico a spiaggia di Ansedonia. In: BstorArt. Band 36, 1993, S. 57–63.
- D. Peacock: Recent Discoveries of Amphora Kilns in Italy. In: AntJ. Band 57, 1977, S. 262ff.
- D. Rathbone: The development of agriculture in the Ager Cosanus during the Roman Republic. Problems of evidence and interpretation. In: JRS. Band 71, 1981, S. 10–23.
- G. Uggeri: Il popolamento del territorio cosano nell'antichità. In: Aspetti e problemi di storia dello Stato dei presidi in Maremma, Grosseto. 1981, S. 37–53.
- D. Vitali, F. Laubenheimer: Albinia, Torre Saline (prov. Di Grosseto) Il complesso produttivo con fornaci, II-I secolo a.C.-I secolo d.C. In: MEFRA. Band 116, 2004, S. 591–604.
- D. Vitali, F. Laubenheimer, L. Benquet: La produzione e il commercio del vino nell’Etruria romana. Le fornaci di Albinia (Orbetello, GR.). In: Archeologia della vite e del vino in Etruria. Atti del Convegno internazionale di studi. Scansano, 9-10 settembre 2005. Siena 2007, S. 191–200.

1. D. Vitali (Hrsg.): Le fornaci e le anfore di Albinia: primi dati su produzioni e scambi dalla costa tirrenica al mondo gallico. Atti del seminario internazionale (Ravenna, 6-7 maggio 2006). In: Albinia. 1, 2007.